# تفجير الكاظمية 24 يوليو 2016
تفجير الكاظمية 24 يوليو 2016 هو تفجير إرهابي استهدف ساحة عدن في مدينة الكاظمية شمال بغداد أدى إلى مقتل 15 شخصاً وإصابة 30 آخرين بجروح خطيرة وأعلن تنظيم الدولة الإسلامية مسؤوليته عن التفجير الذي تم بواسطة انتحاري يرتدي حزاماً ناسفاً فجر نفسه وسط مجموعة من المدنيين.